# 紅人派對

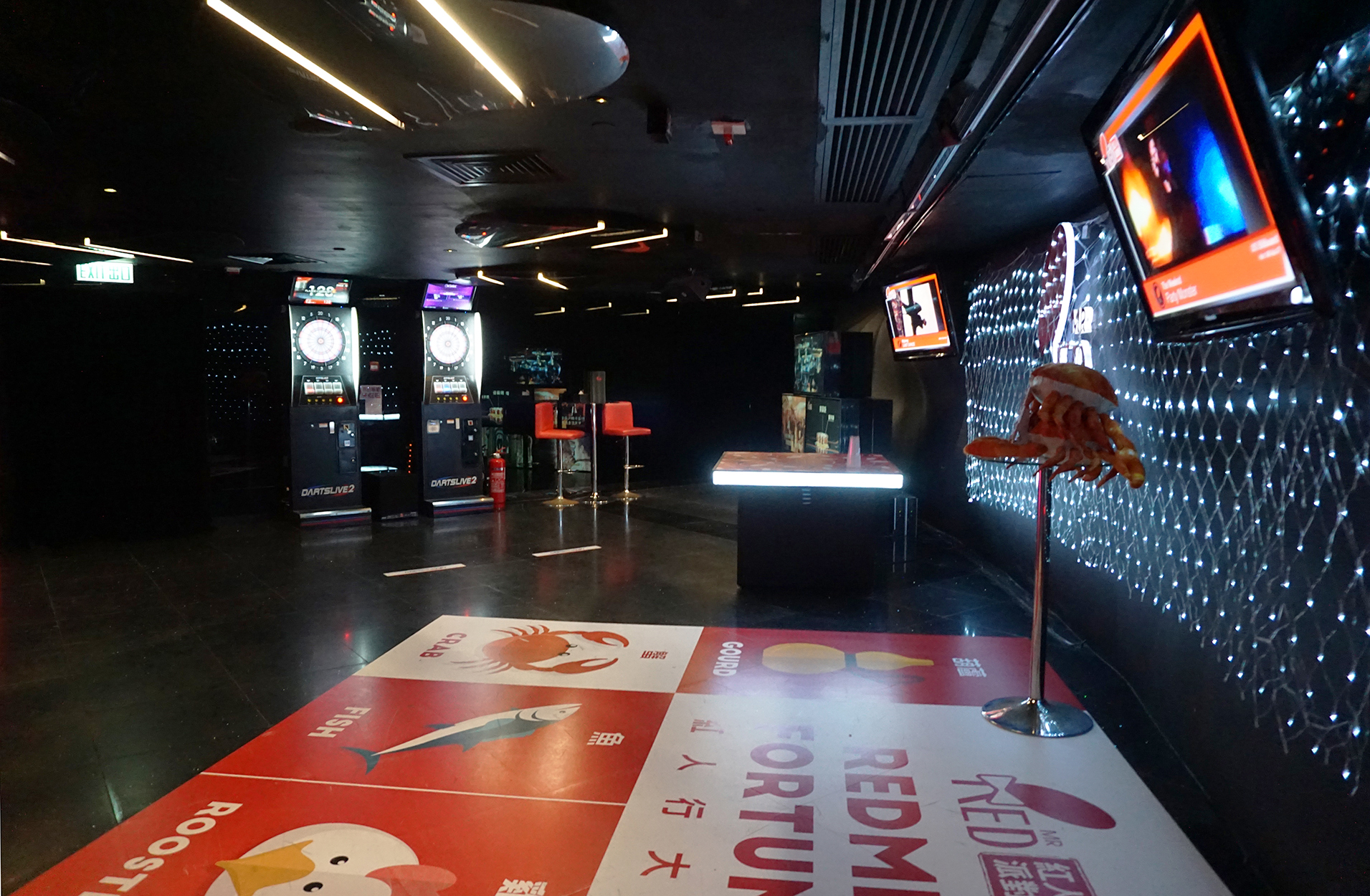
RedMR於銅鑼灣皇室堡分店

Red MR 紅人派對是香港一家卡拉OK集團，目前共有4間分店。
公司於2010年12月18日於銅鑼灣皇室堡開設首間分店，旗下分店設有多款主題房間、迷你酒吧以及電子點餐系統。

## 重要人物
- 羅傑承：博美娛樂主席兼創辦人
- 羅雪儀：RED Mr. 董事總經理、羅傑承女兒

## 分店列表
| 開幕日期       | 所在區域 | 位置                               |
| -------------- | -------- | ---------------------------------- |
| 2020年1月24日  | 灣仔區   | 銅鑼灣謝斐道兆安廣場               |
| 2010年12月30日 | 油尖旺區 | 尖沙咀加拿芬道國際商業信貸銀行大廈 |
| 2011年12月7日  | 灣仔區   | 灣仔杜老誌道The Tonno              |
| 2012年6月28日  | 油尖旺區 | 旺角MPM商場                        |
| 2010年12月8日  | 灣仔區   | 銅鑼灣皇室堡                       |
| 2013年2月6日   | 觀塘區   | 觀塘觀塘道One Pacific Centre       |

註：
斜體 為即將開業分店
刪除線 為已結業分店

## 向Red MR提供新歌試唱的唱片公司
- 博美娛樂（Red MR獨家）
- 環球唱片（K-net）
  - 新藝寶唱片
  - 正東唱片
  - 上華唱片（香港）
  - 寶麗金唱片
  - 百代唱片
- 華納唱片（K-net）
  - 金牌大風
- 香港索尼音樂娛樂（K-net）
  - 杰威爾音樂
- 愛貝克思 (香港)
- Hummingbird Music
- 幻．國文化娛樂（Red MR獨家）
- 耀榮文化
- 香港電視娛樂（NOW TV & Viu TV）（Red MR獨家）
- 香港開電視（有線電視）（Red MR獨家）
- Sunny Idea（Red MR獨家）
- R Flat（Red MR獨家）
- 銀星藝人管理（Red MR獨家）
- hmv MUSIC
- CMD
- 相信音樂
- 滾石唱片
- 棋人香港
- 澳滌娛樂
- 美亞娛樂
- 寰宇音樂
- 私人國
- 大名娛樂
- Kolor
- Boombeat Music

## 客人確診新冠肺炎及停業
2020年3月31日，Red Mr 尖沙咀加拿芬道國際商業信貸銀行大廈分店7位客人群組全部確診肺炎，該分店即時暫停營業2天，因此，2020年4月1日，根據第599章《預防及控制疾病條例》，關閉全港所有卡拉OK場所，以及暫停餐飲處所和會址的卡拉OK活動，有關修訂於2020年4月1日下午6時起生效，直至2020年5月28日晚上 最終於5月29日才可以全面重開，但每個房間的客人不能超過8人。。

## 外部連結
- Red MR卡拉OK官方網站 （页面存档备份，存于）
- Red MR卡拉OK Facebook
- Red MR卡拉OK新浪微博 （页面存档备份，存于）